# 金字塔站 (羅馬)
金字塔站（義大利語：Piramide）是羅馬地鐵的一個車站。皮拉梅德站的站名來自於塞斯提伍斯金字塔，開通於1955年2月10日。金字塔站是羅馬地鐵B線的車站。

## 外部連結
- Station on the site of （页面存档备份，存于） ATAC.